# Allison Stokke
Allison Stokke (Newport Beach, 22 maart 1989) is een Amerikaanse atlete, die is gespecialiseerd in het polsstokhoogspringen.

## Biografie

### Jeugd en atletiek
In haar jeugd deed Allison Stokke aan turnen. Toen ze in 2003 op de highschool het polsstokhoogspringen probeerde, bleek ze talent te hebben. Ze ontwikkelde zich met grote sprongen. Slechts twee maanden na haar start verbeterde ze al het schoolrecord. In het jaar erop verbeterde ze voor de eerste maal het Amerikaanse jeugdrecord (3,86 m) en won op vijftienjarige leeftijd het onderdeel polsstokhoogspringen bij de kampioenschappen van Californië. Het seizoen 2005 ging aan haar voorbij, doordat ze haar rechter scheenbeen brak. In 2007 verbeterde ze in Huntington Beach haar persoonlijk record verder tot 4,14.
In 2007 begon Stokke met een studie aan de Universiteit van Californië. Ze heeft twee broers. Haar broer David studeerde in 1990 af aan dezelfde universiteit als die van zijn zuster.

### Internetbekendheid
Nadat in mei 2007 op het internet een foto van haar werd gepubliceerd, waarbij ze tijdens een atletiekwedstrijd haar haar in orde maakte, werd Allison Stokke een bekende verschijning op allerlei blogs en websites.

## Persoonlijke records
| Onderdeel                      | Prestatie | Datum        | Plaats                 |
| ------------------------------ | --------- | ------------ | ---------------------- |
| polsstokhoogspringen (outdoor) | 4,36      | 16 juni 2012 | Livermore (Californië) |
| polsstokhoogspringen (indoor)  | 4,26      | 5 maart 2011 | Seattle                |